# Lonsdaleit
Lonsdaleit (IMA-Symbol Lon), oft auch als hexagonaler Diamant bezeichnet, ist ein sehr selten vorkommendes Mineral aus der Mineralklasse der „Elemente“. Er ist eine Modifikation des Kohlenstoffs und die Hochdruck-Modifikation von Diamant.
Lonsdaleit kristallisiert im hexagonalen Kristallsystem und bildet feinkörnige, kubische oder kuboktaedrische Aggregate sowie polykristalline Mineral-Aggregate mit Diamant.

## Etymologie und Geschichte
Erstmals entdeckt wurde Lonsdaleit in einem Fragment des Meteoriten Canyon Diablo, der als Verursacher des berühmten Barringer-Kraters in Arizona (USA) gilt. Die Erstbeschreibung erfolgte 1967 durch Clifford Frondel und Ursula B. Marvin, die das Mineral nach der irischen Kristallografin und Professorin Kathleen Lonsdale benannten.
Das Typmaterial von Lonsdaleit wird im Harvard Mineralogical Museum der Harvard University in Cambridge (Massachusetts) unter der Sammlungs-Nr. 130245 aufbewahrt.

## Klassifikation
Bereits in der veralteten 8. Auflage der Mineralsystematik nach Strunz gehörte der Lonsdaleit zur Mineralklasse der „Elemente“ und dort zur Abteilung der „Halbmetalle und Nichtmetalle“, wo er zusammen mit Diamant, Diamant-2H die „Diamant“-Reihe mit der System-Nr. I/B.02b innerhalb der „Kohlenstoff-Gruppe“ bildete.
Im zuletzt 2018 überarbeiteten und aktualisierten Lapis-Mineralienverzeichnis nach Stefan Weiß, das sich aus Rücksicht auf private Sammler und institutionelle Sammlungen noch nach dieser alten Form der Systematik von Karl Hugo Strunz richtet, erhielt das Mineral die System- und Mineral-Nr. I/B.02-50. In der „Lapis-Systematik“ entspricht dies ebenfalls der Abteilung „Halbmetalle und Nichtmetalle“, wo Lonsdaleit zusammen mit Chaoit, Diamant, Fullerit (bisher ohne Anerkennung durch die IMA/CNMNC), Graphit und Moissanit die unbenannte Gruppe I/B.02 bildet.
Auch die von der IMA zuletzt 2009 aktualisierte 9. Auflage der Strunz’schen Mineralsystematik ordnet den Lonsdaleit in die Abteilung der „Halbmetalle (Metalloide) und Nichtmetalle“ ein. Diese ist allerdings weiter unterteilt nach miteinander verwandten Elementgruppen und -familien, so dass das Mineral entsprechend seiner Zusammensetzung in der Unterabteilung „Kohlenstoff-Silicium-Familie“ zu finden ist, wo es als einziges Mitglied die unbenannte Gruppe 1.CB.10b bildet.
Die vorwiegend im englischen Sprachraum gebräuchliche Systematik der Minerale nach Dana ordnet den Lonsdaleit ebenfalls in die Klasse und dort in die gleichnamige Abteilung der „Elementminerale“ ein. Hier ist er zusammen mit Chaoit, Diamant, Fullerit und Graphit in der Gruppe der „Kohlenstoffpolymorphe“ mit der System-Nr. 01.03.06 innerhalb der Unterabteilung „Elemente: Halbmetalle und Nichtmetalle“ zu finden.

## Kristallstruktur
Lonsdaleit kristallisiert in der hexagonalen Raumgruppe P63/mmc (Raumgruppen-Nr. 194) mit den Gitterparametern a = 2,52 Å und c = 4,12 Å sowie vier Formeleinheiten pro Elementarzelle.

## Eigenschaften
Die Mohshärte von Lonsdaleit wird je nach Quelle mit 3 oder 7 bis 8 angegeben. 
Ein australisches Forscherteam um Andrew G. Tomkins von der Monash University vermutet jedoch, dass die im Vergleich zum Diamant geringere Härte ihre Ursache in der bisher entdeckten Entstehungsform durch extremen Druck und Hitze bei Asteroideneinschlägen hat. Dieser auch künstlich nachzustellende Prozess erzeugt im Kristall jedoch viele Strukturfehler, die die Härte verringern. Einer Hypothese des Forscherteams zufolge kann Lonsdaleit aber auch durch chemische Prozesse beispielsweise bei einem gigantischen, einen Zwergplaneten zerstörenden Asteroideneinschlag entstehen. Dabei entstünde das Mineral durch ausperlende Gase, wenn der Druck im Inneren des zerstörten Zwergplaneten plötzlich abfällt. Der Prozess würde der industriellen Gasphasenabscheidung ähneln und könnte damit vermutlich auch künstlich nachgestellt werden. Theoretisch soll die Härte des so erzeugten Lonsdaleit um bis zu 60 Prozent über der von Diamant liegen. Zwischenzeitlich ist es gelungen, Lonsdaleitkristalle mit einer Größe von bis zu 1,2 mm herzustellen und in praktischen Versuchen eine um 40 % größere Härte im Vergleich zu Diamant nachzuweisen.

## Bildung und Fundorte
Lonsdaleit entsteht, wenn Graphit durch Schockereignisse, also bei hohem Druck und hoher Temperatur, in eine diamantähnliche Struktur umgewandelt wird, dabei aber das hexagonale Kristallgitter des Graphits erhalten bleibt. Derartige Bedingungen herrschen beispielsweise bei Einschlägen auf dem Meteoritenmutterkörper. Messungen an schockkomprimiertem Graphit mit instantaner Bestimmung der Struktur durch Röntgenbeugung bestätigen diese Sichtweise.
Typlokalität für das Mineral ist die Umgebung des Barringer-Kraters und der dort gefundene Canyon-Diablo-Meteorit. Weitere Fundorte sind der Eisenmeteorit Allan Hills 77283, der Ureilit Kenna, sowie ein Kimberlit-Feld in China. Vermehrt wird Lonsdaleit zusammen mit Graphit und Diamant in Ureiliten, einer Unterart der Achondrite, angetroffen.